# John Charles Robinson (aviador)
John Charles Robinson (26 de noviembre de 1905 - 27 de marzo de 1954 ) fue un aviador y activista estadounidense que fue aclamado como el "Cóndor Marrón" por su servicio en la Fuerza Aérea Imperial Etíope contra la Italia fascista. Durante su carrera, presionó por la igualdad de oportunidades para los afroamericanos, logrando abrir su propia escuela de aviación homónima y de iniciar un programa para pilotos afroamericanos en su universidad, el Instituto Tuskegee. Los logros de Robinson como aviador contrastaron con las oportunidades limitadas para la mayoría de los afroamericanos en las carreras de aviación, y fueron un factor importante para reducir las prohibiciones basadas en la raza en los Estados Unidos. A veces se hace referencia a Robinson como el "Padre de los aviadores de Tuskegee " por inspirar a este conjunto de pilotos completamente negros que sirvieron para los Estados Unidos en la Segunda Guerra Mundial . 

## Primeros años
Nació el 26 de noviembre de 1903, en Carrabelle, Florida, pero pasó sus primeros años en Gulfport, Misisipi. Su padre biológico murió cuando era un bebé, dejándolo a él y a su hermana de cuatro años, Bertha, con su madre Celeste Robinson, quien luego se casó con Charles Cobb. Se inspiró en el vuelo a la edad de siete años porque según se cuenta, en 1910 Robinson vio un biplano equipado con flotador volado por John Moisant en Gulfport, Misisipi.

## Educación
En 1919 completó su educación en Gulfport High School, donde desarrolló un gran interés en la mecánica y la maquinaria. Sin embargo, Robinson no pudo continuar su educación allí debido a que los afroamericanos tenían prohibido continuar su educación más allá del décimo grado.  Posteriormente hizo los preparativos para asistir al Instituto Tuskegee en Alabama. Primero asistió a la universidad en el Instituto Tuskegee para estudiar ciencias mecánicas automotrices y se graduó tres años después. Además de estudiar automóviles, aprendió matemáticas, literatura, composición e historia. Solicitó repetidas veces el ingreso a la Escuela de Aviación Curtiss-Wright en Chicago, pero constantemente rechazaban su solicitud. Sin embargo, terminó contratado para trabajar allí como conserje y se sentó extraoficialmente en clases hasta que un instructor logró asegurarle un lugar. Con esto, se convirtió en el primer estudiante afroamericano de la escuela.

## Empleo temprano
Antes de ingresar a la universidad, Robinson tuvo un trabajo a corto plazo como limpiabotas antes de obtener un trabajo como personal de almacén. Después de terminar la universidad, no pudo encontrar un empleo adecuada en su ciudad natal de Gulfport. Atribuía esto a la discriminación racial, ya que muchos de los garajes locales eran propiedad de blancos. Una vuelta le dijo a su padre: "Los propietarios de los garajes me darán un trabajo barriendo, llenando tanques de gasolina, cambiando neumáticos o lavando, pero soy un hombre de motor   ... Cuando hablo con [ellos] sobre la ciencia del automóvil, sonríen, se miran y luego me miran como si perteneciera a una mula y un arado ".
Debido a la imposibilidad de conseguir empleo en Gulfport, se mudó al área de Detroit, donde los trabajos en la industria automotriz podrían ser más abundantes. Sin embargo, tuvo dificultades para encontrar un trabajo que su título universitario le aseguraba. Robinson continuó rechazando trabajos de barrido o como mensajero hasta que finalmente logró convertirse en asistente de mecánico. A pesar de la continua discriminación y la falta de reconocimiento de su experiencia por parte de algunos de sus compañeros de trabajo blancos, se notó rápidamente su habilidad y fue ascendido a mecánico completo con un aumento de sueldo. Tiempo después, se le acercó el dueño del taxi llamado Fitzgerald, quien le ofreció duplicar su paga para trabajar en su garaje. Robinson tomó el trabajo, pero nunca se sintió cómodo trabajando para un negocio que secretamente vendía whisky a Canadá durante la Era de la Prohibición .

## Aviación

### Vuelos tempranos
A pesar de sus éxitos como mecánico, Robinson comenzó a buscar medios para volar. Fue dirigido a un pequeño campo en el que conoció a los pilotos Robert Williamson y Percy, y fue donde obtuvo su primer vuelo en el WACO-9 de Robert después de arreglar el motor en el Curtiss JN-4D de Percy (Jenny). Estaba decidido como siempre a volver al aire, y buscó su oportunidad para hacerlo en Chicago. Después de abrir un garaje para obtener ingresos, solicitó en repetidas ocasiones a la Escuela de Aviación Curtiss-Wright, siendo constantemente rechazado, pero circunnavegó este obstáculo por completo al convertirse en conserje los sábados por la noche, pudiendo escuchar las lecciones que se enseñaban en la clase de la noche en ese momento. Al quedar expuesto a personas de ideas afines en el tema, Robinson comenzó el Aero Study Group, uno que logró construir su propio avión y que luego fue probado por el mismo maestro nocturno, Bill Henderson. Impresionado por el avión, Henderson le consiguió a Robinson un puesto en la escuela y, siguiendo las instrucciones del Sr. Snyder, se convirtió en piloto con licencia. En poco tiempo convenció a la escuela para que permitiera a sus compañeros del Aero Study Group inscribirse y convertirse en pilotos también. Más tarde, junto con su amigo Cornelius Coffey, formaron la Asociación de Pilotos Aéreos Challenger para los afroamericanos que deseaban volar.

### Expansión de la aviación para afroamericanos
Decidido a que la escuela de aviación no debería estar cerrada para los afroamericanos, junto con su amigo Cornelius Coffey abrieron la Escuela de Aviación John Robinson en Robbins, Illinois. Para promover aún más a los pilotos afroamericanos, Robinson convenció a su antigua universidad, el Instituto Tuskegee, a que abriera una escuela de aviación tan pronto como hubiera fondos disponibles para hacerlo.

## Etiopía
En enero de 1935, Robinson anunció sus intenciones de ofrecerse como voluntario para defender a Etiopía en su actual conflicto con Italia. El anuncio tuvo lugar en una reunión de empresarios negros y líderes comunitarios patrocinados por Associated Negro Press (ANP) en Chicago.   El Dr. Melaku Bayen, primo del emperador etíope Haile Selassie, se enteró del anuncio y se reunió con Robinson directamente. Tiempo después hizo una recomendación favorable para Robinson a Selassie, y en abril del mismo año este último le envió una invitación oficial para ofrecerle una comisión de oficiales en Etiopía.
La decisión de Robinson de aceptar la comisión se basó en varios factores. Primero, que junto con sus colegas eran activistas políticos y militares motivados para ayudar a Etiopía, ya que estaba amenazada por la Italia del dictador fascista Benito Mussolini; y como Etiopía no estaba colonizada, representaba la idea más amplia de un África libre e independiente que Robinson apoyaba. Segundo, las oportunidades para los aviadores afroamericanos en los Estados Unidos eran limitadas, particularmente en el Cuerpo Aéreo del Ejército de los Estados Unidos, donde todos los afroamericanos tenían prohibido explícitamente el servicio. Finalmente, después de haber obtenido el reconocimiento de su unidad de aviación militar totalmente negra en Illinois como parte de la Guardia Nacional, Robinson estaba interesado en construir y mantener una unidad similar en Etiopía para promover la conciencia política negra.
Al llegar a Etiopía, Robinson realizó un entrenamiento piloto en una escuela de entrenamiento de oficiales recientemente inaugurada cerca de Addis Abeba . El 8 de agosto de 1935 fue asaltado por su compañero aviador Hubert Julian en el Hotel de France en Addis Abeba. Julian, un reconocido aviador de Trinidad que se ofreció como voluntario para ayudar a desarrollar el Cuerpo Aéreo Etíope, recibió la orden del Emperador de abandonar el país. Poco después del incidente, Robinson fue nombrado comandante de la Fuerza Aérea de Etiopía.  La fuerza aérea consistía en aproximadamente dos docenas de aviones, que incluían cuatro biplanos Potez 25, pero todos se encontraban desarmados. Al principio de su comando, Robinson participó en una misión de reconocimiento para proporcionar suministros y soldados desde Addis Abeba a Adwa .  La invasión italiana comenzó el 3 de octubre de 1935. La fuerza eventual totalizó 19 aviones y 50 pilotos. Sin embargo, las fuerzas etíopes fueron finalmente superadas por la fuerza aérea italiana, que tenía ventajas en experiencia y en números absolutos. Finalmente, el 9 de mayo de 1936, Italia anexionó Etiopía.
Robinson fue testigo de un bombardeo italiano en la ciudad de Adwa en octubre de 1935. La ciudad no estaba preparada para el ataque, y dio lugar a mucha confusión con los residentes huyendo a las afueras de la ciudad. "Vi a un escuadrón de soldados parados en la calle atónito, mirando los aviones. Tenían sus espadas levantadas en sus manos ", describió.
Por su servicio, Robinson recibió considerable atención de la prensa a través de NBC Radio, el Servicio de Prensa Transradio, y el Defensor de Chicago . Regresó a los Estados Unidos en 1936 y los historiadores contemporáneos también reconocen sus logros en Etiopía. Los logros documentados de Robinson en Etiopía se consideran el catalizador que inspiró las demandas de igualdad social para permitir a los afroamericanos servir en el Cuerpo Aéreo del Ejército de los EE. UU. También permitió la organización del grupo piloto militar afroamericano, Tuskegee Aviadores, durante la Segunda Guerra Mundial. Robinson, por lo tanto, a veces se le conoce como el "Padre de los aviadores de Tuskegee".

## Vida y muerte posteriores
En 1944 Robinson regresó a Etiopía luego de que fue liberada por parte de los Aliados. Estableció una escuela de entrenamiento de pilotos y jugó un papel importante en la fundación de Ethiopian Airlines . Murió en Addis Abeba el 27 de marzo de 1954, por heridas que sufrió en un accidente aéreo.

## Legado
El Aero Club Robinson es el tema principal de la novela "The Challengers Aero Club", escrito por Severo Pérez.
El 19 de febrero de 2015, un jardín de lectura en la Embajada de los Estados Unidos en Etiopía se conmemoró las contribuciones de Robinson a la aviación etíope durante y después de la guerra contra Italia.
Un segmento con la historia de John Robinson fue transmitido en un episodio de Full Frontal con Samantha Bee el 7 de febrero de 2018.

## Otras lecturas
- Simmons, Thomas E. El cóndor marrón: las verdaderas aventuras de John C. Robinson. Silver Spring, MD: Bartleby Press, 1988. ISBN 0-910155-09-7 OCLC 16801356
- Simmons, Thomas E. El hombre llamado Cóndor Marrón: La historia olvidada de un piloto de combate afroamericano. Nueva York, NY: Skyhorse Pub. 2013. ISBN 1-62087-217-X OCLC 783159506
- Tucker, Philip Thomas. Padre de los aviadores de Tuskegee, John C. Robinson. Washington, DC: Potomac Books Inc., 2012. ISBN 1-59797-487-0 OCLC 752678328